# 超次元アクション ネプテューヌU
『超次元アクション ネプテューヌU』（ちょうじげんアクション ネプテューヌU）は、コンパイルハートより2014年8月28日に発売されたPlayStation Vita用ゲームソフト。

## 概要
シリーズ初めての3Dアクションゲーム。物語はパラレルだが、今回の舞台もゲイムギョウ界（外見は無印/Re;birth1仕様）。女神たちが二人の「ゲイム記者」の取材を受けながらモンスター退治と日常生活を暮し、クエスト異常増加の理由を突き止める。

## 登場人物

### 守護女神&女神候補生
守護女神の性格と立ち絵は『Re;Birth1』と同じ。
ネプテューヌ / パープルハート
声 - 田中理恵
ノワール / ブラックハート
声 - 今井麻美
ブラン / ホワイトハート
声 - 阿澄佳奈
ベール / グリーンハート
声 - 佐藤利奈
ネプギア / パープルシスター
声 - 堀江由衣
ユニ / ブラックシスター
声 - 喜多村英梨
ロム / ホワイトシスター
声 - 小倉唯
ラム / ホワイトシスター
声- 石原夏織

### ゲイム記者
どちらもゲーム雑誌の公式擬人化キャラクター。『V』まではゲハピクとして登場していた。
デンゲキコ
声 - 広橋涼
電撃PlayStationの擬人化キャラクター。ポリタン（電撃ブランドのマスコットキャラクター）のぬいぐるみを抱えている立ち絵もある。
巨大な万年筆をトンファーのように扱う。技名の由来は電撃文庫のライトノベル。
ファミ通
声 - 原由実
ファミ通の擬人化キャラクター。外見は同誌のマスコットキャラクターのネッキーを元にしている。
武器は巨大なエビ。技名の由来はファミ通文庫のライトノベル。

### 敵
次世代鬼
声 - 不明
本作の最終ボス。あるゲームハードに宿った九十九神らしい。

## 主題歌
オープニングテーマ「ヴィーナスのハルモニア」
作詞 - sorano / 作曲・編曲 - 藤井雄大 / 歌 - 今井麻美
エンディングテーマ「Unite」
編曲 - 秋月須清 / 歌・作詞・作曲 - marina